# 連邦軍後方支援局
連邦軍後方支援局（れんぽうぐんこうほうしえんきょく、ドイツ語：Logistikamt der Bundeswehr、略称：LogABw）は、戦力基盤軍に存在する機関の一つ。1957年6月1日に前身組織が設立された。ドイツ連邦軍全軍に対する補給管理に関する業務を取り扱う。ノルトライン＝ヴェストファーレン州ザンクト・アウグスティンに所在する。

## 概要
1957年6月1日に全軍資材局が設立される。1958年6月から1997年10月までは連邦軍資材局と呼称された。連邦軍後方支援局はザンクト・アウグスティンに置かれ、更にジークブルクのブルックベルク兵営にも支所が置かれた。後方支援情報処理支援部はヴィルヘルムスハーフェン（連邦軍後方支援センター、LogZBw）とバート・ノイェンアール＝アールヴァイラー（陸軍後方支援センター、LogZH）に付属している。2008年には陸軍局第5部陸軍後方支援センターを編入する。
後方支援局の主要任務は、NATO成文化システム（NCS）に準拠して物品分類システムを運用する。2006年には30,000点のNATO物品が局により分類された。これらは連邦軍音楽家の為の装備品輸送も含まれる。現在の例ではモジュラー型医療施設、DURO/YAK防護トラックやMULTI交換ローダー・システム、ドイツ初の偵察衛星システムのSARルーペが取り扱い範囲に含まれる。
特定の、最高位の規制がない限り連邦軍後方支援局はドイツ連邦軍全体に対して材料責任を負う。さらに、後方支援局は需要主体を支援すべく、既存の国内および多国籍による兵站情報処理技術プロジェクト（SinN）の兵器体系結合システムを例外的に運用する。後方支援情報処理支援部は世界中に展開するドイツ連邦軍部隊のために3,000台のコンピュータを管理する。

## 内部組織
- 局長（AC）准将が充てられる。
- 軍備・使用部（Rü/Nu）
- 目録作成班（Kat）
- 後方支援基本情報管理班（LogStamM）
- 後方支援情報処理支援部（DVU-Log）
- SASPFプログラム編制班（標準アプリケーションソフトウェア製品ファミリー：SASPF、SAP R/3を担当）